# French Connection
O French Connection é uma bebida alcoólica, ou um coquetel feito com as bebidas conhaque e amaretto. Tipicamente, a bebida é servida com gelo em um copo de vidro do tipo old fashioned. O coquetel é classificado pela International Bartenders Association (IBA) como um "clássico e contemporâneo" e ideal para consumo após uma refeição.
O conhaque atribui ao coquetel uma sensação de calor, que contrasta com o gelo presente na bebida. Os sabores do conhaque se misturam bem ao do amaretto e, como a bebida não é muito diluída, seu teor alcoólico é alto. Alguns apreciadores preferem tomá-la sem gelo.

## História
Os coqueteis Godfather, Godmother e French Connection formam a "trilogia dos Coqueteis Criminosos", cujas origens estão associadas a aluns personagens do mundo do crime. O French Connection foi o último coquetel da trilogia a ser inventado.
A origem do coquetel remonta aos anos 1950, quando a organização francesa homônima dominava o mercado de drogas por meio do esquema de contrabando de heroína da Turquia para a França e, então, para os Estados Unidos. Como se pode notar, ambos os ingredientes Cognac e Disaronno eram produzidos próximo a Marselha, onde o clã ítalo-americano fundou laboratórios para produzir a distribuir heroína para os Estados Unidos.

## Receita
A receita do coquetel é simples e minimalista e não exige experiência para sua manipulação. Por conter apenas dois ingredientes alcoólicos, é considerado um "duo". Segundo a IBA, o coquetel é de consumo pós-janta e possui a seguinte receita:
- 35 ml de conhaque;
- 35 ml de amaretto.

Despeje todos os ingredientes diretamente num copo do tipo old fashioned, cheio de cubos de gelo. Agite suavemente.